# TAGGY
株式会社TAGGY（タギー、英称:TAGGY,Inc.）はWeb上のコンテンツに付与される「タグ」の機能に着目し、Web上の情報を整理、分類、分析、抽出することによって世の中に新たな価値を提供するテクノロジー企業。

## 事業
- インターネット広告事業 - CGMポータルTAGGYの運営・広告事業
- ソリューション事業 - 検索エンジン、レコメンドエンジン（リコメンドエンジン）等のWebアプリケーションの開発・提供
- データマイニング事業 - Web上のCGM等をクロールし作成したTAGGY DBを基にコンテンツを配信

## 沿革
- 2006年9月 - インターネットビジネス・インキュベーターのNETAGE GROUP（現 ngi group）により株式会社TAGGYが設立される。
- 2006年10月 - CGMポータルTAGGYアルファ版の提供を開始。
- 2006年12月 - TAGGYに情報発信・共有機能（コメント記入・記事コレクション・ブログパーツ機能）を追加。TAGGYベータ版としてリリース。
- 2007年2月 - SNS「ANY」との連携を開始。
- 2007年3月 - 新ブログパーツ「TAGGYギャラリー」「TAGGYサーチ」をリリース。
- 2007年4月 - TAGGY全面刷新。個人が好きなキーワードを設定すると、関連するCGMからの情報を一括でリコメンドする機能をリリース。「検索させない検索エンジン」のコンセプトを実現。また、同時期にTAGGY Search APIを公開。
- 2007年7月 - SNS「ANY」に関連動画を自動表示するサービスの提供を開始。
- 2007年8月 - 「TAGGY動画プラス」提供開始。複数の動画共有サイトを横断的に検索した結果を関連動画として丸ごとブログに貼り付けることが可能に。同28日、ソネットエンタテインメント株式会社のサービス「So-net」へキーワード設定サービスの提供を開始。
- 2007年12月 - TAGGY内にてタグ情報によるユーザの行動履歴からコンテンツをリコメンド配信する機能の提供を開始。
- 2008年4月 - TAGGYモバイル[1]を提供開始。YouTubeをはじめとした動画共有（投稿）サイト内の動画コンテンツを携帯電話（NTT DoCoMo, Au by KDDI, Softbankの3キャリアに対応）で視聴可能に。各動画の最初の10秒のみをストリーミング再生させ内容を“チラッと”見て確認できる「チラ見」機能や気に入った動画をリストに追加しておいて、後から携帯向けに変換された動画をまとめて観ることのできる「プレイリスト」機能により、携帯電話で動画を見る際にネックとなっていたデータダウンロードによる待ち時間を感じさせずにストレス無く視聴できるサービスを提供。
- 2008年7月 - TAGGY[2]を「新生TAGGY」として全面リニューアル。動画、画像、ブログ、ニュースなどのCGMコンテンツインデックス数を大幅に拡充。先進的なWebアプリケーションの数々を実装し、コンテンツをより多彩に見せる機能を拡充。